# L'Empreinte sanglante
L'Empreinte sanglante — The Red Thumb Mark, dans l'édition originale —  est un roman policier britannique de Richard Austin Freeman publié en 1907. C'est le premier roman mettant en scène le Dr John Thorndyke.

## Résumé
Reuben Hornby, un jeune homme qu'il travaille pour son oncle dans la City, se trouve dans de beaux draps. Le coffre-fort du bureau de l'oncle a été forcé, et les diamants qu'on avait confiés à sa garde, dérobés. Seuls trois hommes étaient en possession des clés: Reuben, son cousin Walter et l'oncle John, mais la science des empreintes digitales adoptée récemment par Scotland Yard accuse Reuben. En effet, le voleur s'est blessé et a laissé l'empreinte sanglante de son pouce sur une feuille retrouvée dans le coffre-fort. 
Les preuves sont accablantes, mais pas pour le docteur Thorndyke. Avec l'aide de son ami, le docteur Jervis, et de son assistant, le fidèle Polton, il entend soumettre toute l'affaire à un examen scientifique rigoureux. Ce ne sera pas en vain.

## Éditions
Édition originale britannique
- (en) Richard Austin Freeman, The Red Thumb Mark, Londres, Collingwood Bros., 1907 (OCLC 12265560)

Édition française
- (fr) Richard Austin Freeman (auteur) et Jacqueline de Rostang (traducteur), L'Empreinte sanglante [« The Red Thumb Mark »], Paris, Nouvelle Revue Critique, coll. « L'Empreinte no 32 », 1933, 256 p. (BNF 32128234)

,Réédition française 
- (fr) sous le titre L'Empreinte de sang, Flamant noir, 2020

## Sources
- John M. Reilly, Twentieth Century Crime and Mystery Writers, 2e édition, New York,  St. Martin’s Press, 1985.
- Jean Tulard, Dictionnaire du roman policier : 1841-2005. Auteurs, personnages, œuvres, thèmes, collections, éditeurs, Paris, Fayard, 2005, 768 p. (ISBN 978-2-915793-51-2, OCLC 62533410), p. 247 (Notice L'Empreinte sanglante).